# Enemy Inside
Enemy Inside (в переводе с англ. — «Враг Внутри») — немецкая хэви-метал-группа из Ашаффенбурга, основанная в 2017 году. В творчестве группы прослеживаются черты модерн-метала и готик-метала.
На данный момент коллектив выпустил три студийных альбома «Phoenix» (2019) , «Seven» (2021) и “Venom” (2025)

## Формирование
Группа была образована певицей Настасьей Джулией и гитаристом Эваном Кейем, бывшим участником Mystic Prophecy, Exit Eden и Cypecore.
Также в состав группы вошли гитарист Дэвид Хадарик, бас-гитарарист Доминик Стотзем, а также ударник Фели Кит.

## История
В июне 2018 года Enemy Inside анонсировали свой дебютный альбом «Phoenix», выпущенный лэйблом «ROAR!». В августе 2018 года коллектив выпустил первые синглы «Falling Away», «Oblivion» и «Lullaby». Кроме того, в одном из синглов «Doorway to Salvation» вместе с Джулией выступил Георг Нойхаузер, вокалист симфонической/прогрессивной пауэр-метал-группы Serenity. Через несколько дней после выхода альбом занял 28-е место в немецком iTunes в разделе «Metal Top releases» и в США в топе релизов.
В августе 2021 года группа выпустила свой второй студийный альбом «Seven», также выпущенный лэйблом «ROAR!». Альбом достигал 93-го места в немецких чартах загрузок, а также вошла в топ релизов во многих странах.

## Стиль и влияние
Несмотря на то, что коллектив выпускает свои песни в стиле хэви-метал, они не боятся экспериментировать, совмещая хэви-метал с другими -метал и -рок жанрами, например с дарк-роком и модерн-металом. На эти эксперименты сподвигли некоторые жанры, в которых исполняли музыку бывшие группы некоторых участников. Сама музыка поражает жёсткими гитарными риффами, совмещённых с мелодичным вокалом и гитарными соло.

## Участники
- Настасья Джулия — чистый вокал (2017-н.в.)
- Эван Кей (экс-Mystic Prophecy, Exit Eden) — соло-гитара (2017-н.в.)
- Дэвид Хадарик — ритм-гитара (2017-н.в.)
- Доминик Стотзем (экс-Beyond The Bridge) — бас-гитара (2017-н.в.)
- Фели Кит (экс-Aloha from Hell) — ударные (2018-н.в.)

## Дискография

### Phoenix (2018)
| №   | Английское название                | Переведённое название             |
| 1.  | Falling Away                       | Погружение                        |
| 2.  | Bleeding Out                       | Истекая Кровью                    |
| 3.  | Phoenix                            | Феникс                            |
| 4.  | Lullaby                            | Колыбельная                       |
| 5.  | Doorway to Salvation               | Дорога ко Спасению                |
| 6.  | Angel’s Suicide                    | Самоубийство Ангела               |
| 7.  | Death of Me                        | Смерть Моя                        |
| 8.  | Oblivion                           | Небытие                           |
| 9.  | Halo                               | Ореол                             |
| 10. | Dark Skies                         | Тёмные Небеса                     |
| 11. | Summer Son                         | Сын Лета                          |
| 12. | Doorway to Salvation (Bonus Track) | Дорога ко Спасению(Бонусный Трек) |

### Seven (2021)
| №   | Английское название | Переведённое название |
| 1.  | Crystallize         | Обледенела            |
| 2.  | Alien               | Пришелец              |
| 3.  | Release Me          | Отпусти Меня          |
| 4.  | Break Through       | Падшая                |
| 5.  | In My Blood         | У меня в крови        |
| 6.  | Bulletproof         | Пуленепробиваемая     |
| 7.  | Seven               | Семь                  |
| 8.  | Black Butterfly     | Чёрная бабочка        |
| 9.  | Black And Gold      | Темень и злато        |
| 10. | Dynamite            | Динамит               |
| 11. | Crush               | Подавленная           |

Venom (2025)